# Формула-1 — Гран-прі Бахрейну 2012
Гран-прі Бахрейну 2012 року (офіційно: 2012 Formula 1 Gulf Air Bahrain Grand Prix) - перегони, етап чемпіонату світу «Формули-1», який відбувся з 20 по 22 квітня 2012 року на Міжнародному автодромі Бахрейну